# Emoia guttata
Emoia guttata är en ödleart som beskrevs av  Brown och ALLISON 1986. Emoia guttata ingår i släktet Emoia och familjen skinkar. Inga underarter finns listade i Catalogue of Life.